# Levantamiento eslovaco
El Levantamiento eslovaco de 1848-1849 (en eslovaco: Slovenské povstanie) fue un conflicto armado de voluntarios organizado por el Consejo Nacional Eslovaco con sede en Viena que discurrió en la Alta Hungría entre septiembre de 1848 y marzo de 1849 durante la Revolución 1848-1849.
Los líderes de los sublevados reemplazaron su programa Húngaro-federal por Austro-federal, pidieron la separación del distrito eslovaco de Slovenské Okolie del Reino de Hungría y la formación de un nuevo distrito autónomo de la Monarquía de los Habsburgo. 

## Antecedentes
El año 1848 es conocido en la historia como un momento culminante en el sentimiento nacionalista entre las nacionalidades europeas. La nación eslovaca fue sin duda una parte importante de las revueltas generales que ocurrieron en las tierras de la Monarquía de los Habsburgo. Después del fervor revolucionario de Francia en 1848 y el levantamiento popular que al príncipe Klemens von Metternich el 13 de marzo de 1848. Este fervor revolucionario pronto se extendió al Reino de Hungría. El 15 de marzo, protestas masivas en Buda y Pest junto con una proclamación de la Dieta húngara, bajo la dirección de Lajos Kossuth, hizo que el Reino húngaro declarase la independencia de los Habsburgo.

### Eslovacos antes de 1848
Del 26 al 28 de agosto de 1844 tuvo lugar una reunión entre eslovacos católicos y protestantes junto con otras facciones en Liptószentmiklós, en la región de Žilina. Esta ciudad se convertiría más tarde en uno de los centros neurálgicos del nacionalismo eslovaco. La reunión, aunque con una participación católica menor a la deseada, formó una asociación no sectaria llamada Tatrín cuya misión era la de unir a todos los grupos eslovacos en un bloque nacional promoviendo y mejorando la vida cultural y la educación en Eslovaquia en todas sus formas, especialmente publicando y distribuyendo libros en eslovaco y apoyando a los estudiantes eslovacos. Los católicos se involucraron más en 1847 con la aceptación de la estandarización del idioma eslovaco. Dicha iniciativa fue creada por Ľudovít Štúr y el presidente de la asociación sería Michal Miloslav Hodža, tío del futuro político Milan Hodža.

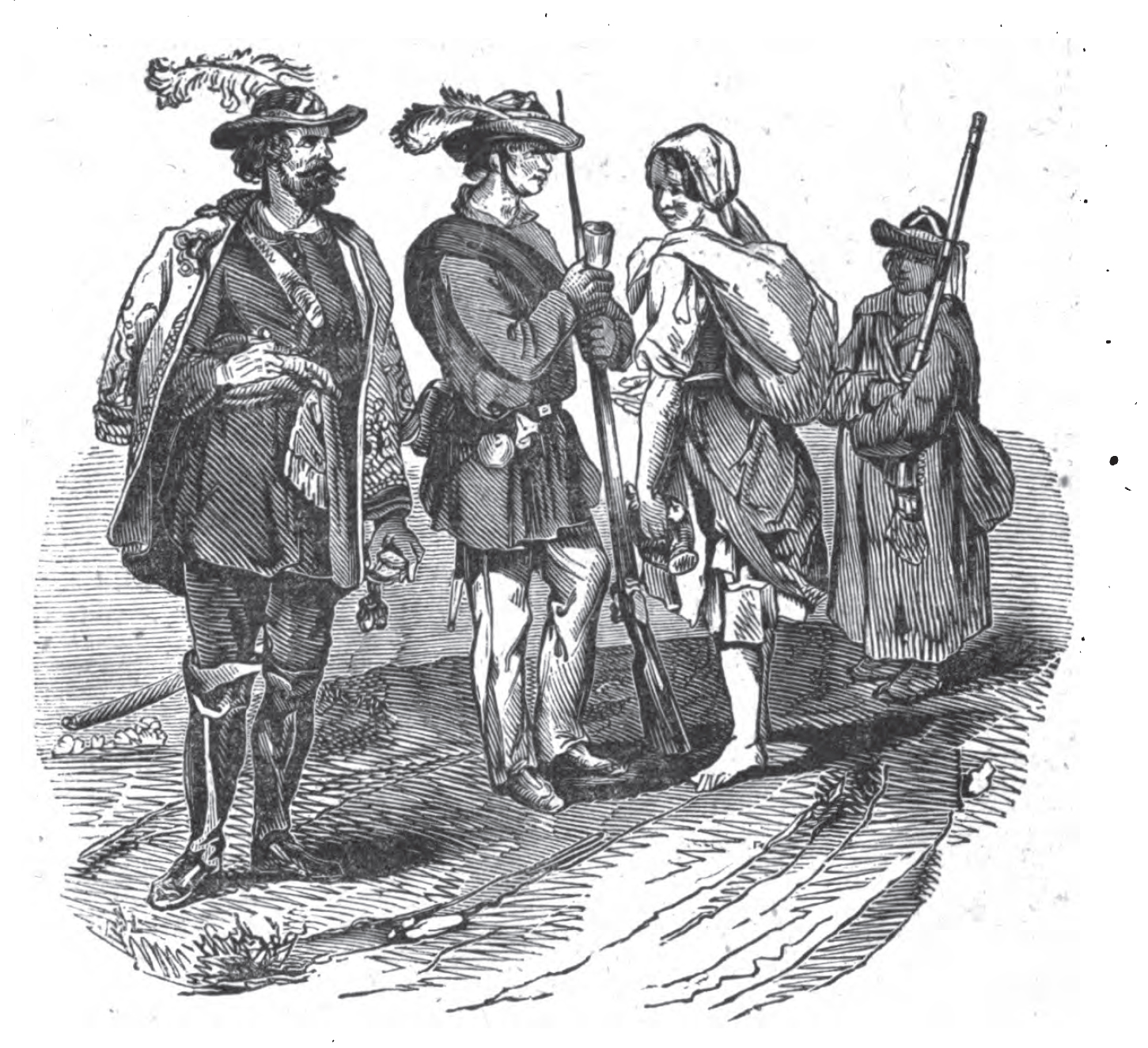
Voluntarios eslovacos

Además de la creación de un bloque nacionalista, hubo otros factores que llevaron al aumento de una conciencia eslovaca. En 1845, las autoridades gubernamentales permitieron la impresión de periódicos en idioma eslovaco por primera vez en la historia. El primero fue el de Ľudovít Štúr que estaba dedicado íntegramente a noticias de carácter eslovaco y que fue impreso por primera vez el 1 de agosto de 1845. Tras ese periódico Jozef Miloslav Hurban dedicó otro a figuras eslovacas notables en el campo de las ciencias, artes y literatura. Además los representantes del Movimiento Nacional Eslovaco trabajaron para promover la educación, las bibliotecas, el teatro de aficionados y otras funciones sociales. En el de la agricultura, Samuel Jurkovič fundó una cooperativa de crédito en el pueblo de Sobotište que fue la primera de su tipo en Europa.
En noviembre de 1847 Ľudovít Štúr, miembro de la Dieta húngara para Zvolen, habló ante sus colegas en Bratislava resumiendo sus ideas en seis puntos principales:
- Proclamar la abolición legal, universal y permanente de la servidumbre, lograda mediante la compra de contratos feudales con fondos estatales a un costo mínimo para los plebeyos.
- Abolir la corte patrimonial y liberar a los plebeyos del control de los nobles.
- Permitir a los plebeyos representar sus propios intereses a través de la membresía en el gobierno del Condado y la Dieta.
- Liberar a las ciudades privilegiadas de la jurisdicción del condado y reorganizar la administración de las ciudades regidas por el rector de representación mediante el fortalecimiento de sus derechos de voto en la Dieta.
- Abolir el privilegio de la nobleza y hacer que todas las personas sean iguales ante los tribunales, abolir la exención fiscal para la nobleza y la herencia, garantizar a los comuneros el derecho a ocupar un cargo público y garantizar la libertad de prensa.
- Reorganizar el sistema educativo de tal manera que sirva mejor a las necesidades de las personas y garantizar un mejor sustento para los maestros.

Junto con estos puntos planteó los problemas sobre el uso de la lengua eslovaca en el Gobierno y la injerencia húngara en muchas partes de la vida eslovaca, incluida la religión.

## El levantamiento

### Preparación de la Revuelta

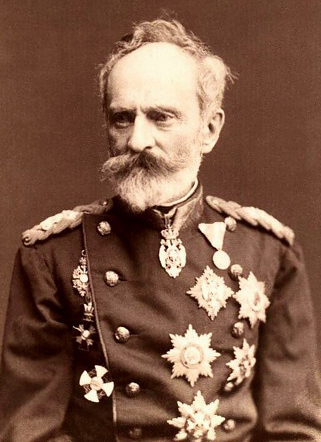
František Zach.

Tras las protestas del 15 de marzo en Buda y Pest y la formación de un nuevo gobierno el 17 de marzo, bajo mandato de Lajos Batthyány, la amenaza de la magiarización forzosa se hizo cada vez más patente. En el condado de Hont , la tensión llegó cuando dos eslovacos, el poeta y activista Janko Kráľ y el maestro y también activista Ján Rotarides, exigieron la eliminación de la servidumbre y el reconocimiento del idioma eslovaco en las escuelas y el Gobierno. Estas demandas los llevaron a la cárcel. El 28 de marzo de 1848 una gran Asamblea convocada en el condado de Liptóy se utilizó como campo de pruebas para el reconocimiento sistemático de nuevos derechos para las minorías nacionales. (Pronto se corrió la voz sobre posibles nuevas libertades que llegarían a los eslovacos, lo que provocó que algunos mineros en el área que comprende la actual Eslovaquia central se manifestaran antes de ser silenciados por un Comisionado especial de Buda y Pest.
En abril de 14 se celebró una reunión eslava en Viena, que proporcionaría la base para el primer Congreso Pan-Eslavo celebrado en Praga. A la vuelta de dicha reunión, Hodža junto a otros veinte delegados crearon un manifiesto titulado Demandas de la nación eslovaca en el que se establecían catorce objetivos nacionales y sociales para la nación eslovaca. Como no podía ser de otra forma, dicho manifiesto fue recibido con frialdad en Buda y Pest, que posteriormente impuso la ley marcial en la Alta Hungría y emitió órdenes de arresto para Štúr, Hurban y Hodža el 12 de mayo de 1848. Al mismo tiempo, los levantamientos de serbios, croatas y eslovenos en la parte sur de Hungría desviaron la atención de Hungría, ya que estos conflictos fueron más importantes que el eslovaco. Hurban asistió a una sesión de la Dieta croata el 5 de julio, en los que expuso la situación eslovaca. Se emitió una declaración conjunta croata-eslovaca, que solo enardeció a la opinión húngara.Cuando el Congreso Pan-Eslavo completo se reunió el 2 de junio de 1848, Štúr, Hurban, Hodža y muchos otros eslovacos prominentes asistieron, junto con cientos de otros delegados eslavos. Este congreso se celebró con el objetivo de desarrollar una estrategia coherente para todos los pueblos eslavos que vivían en territorios austrohúngaros. El Congreso se interrumpió cuando un levantamiento armado en Praga el 12 de junio provocó el final de éste. Aun así salió un tema sobre la causa eslovaca. En caso de que los eslovacos se levantaran en armas dos oficiales militares checos: Bedřich Bloudek y František Zach.

### La Revuelta

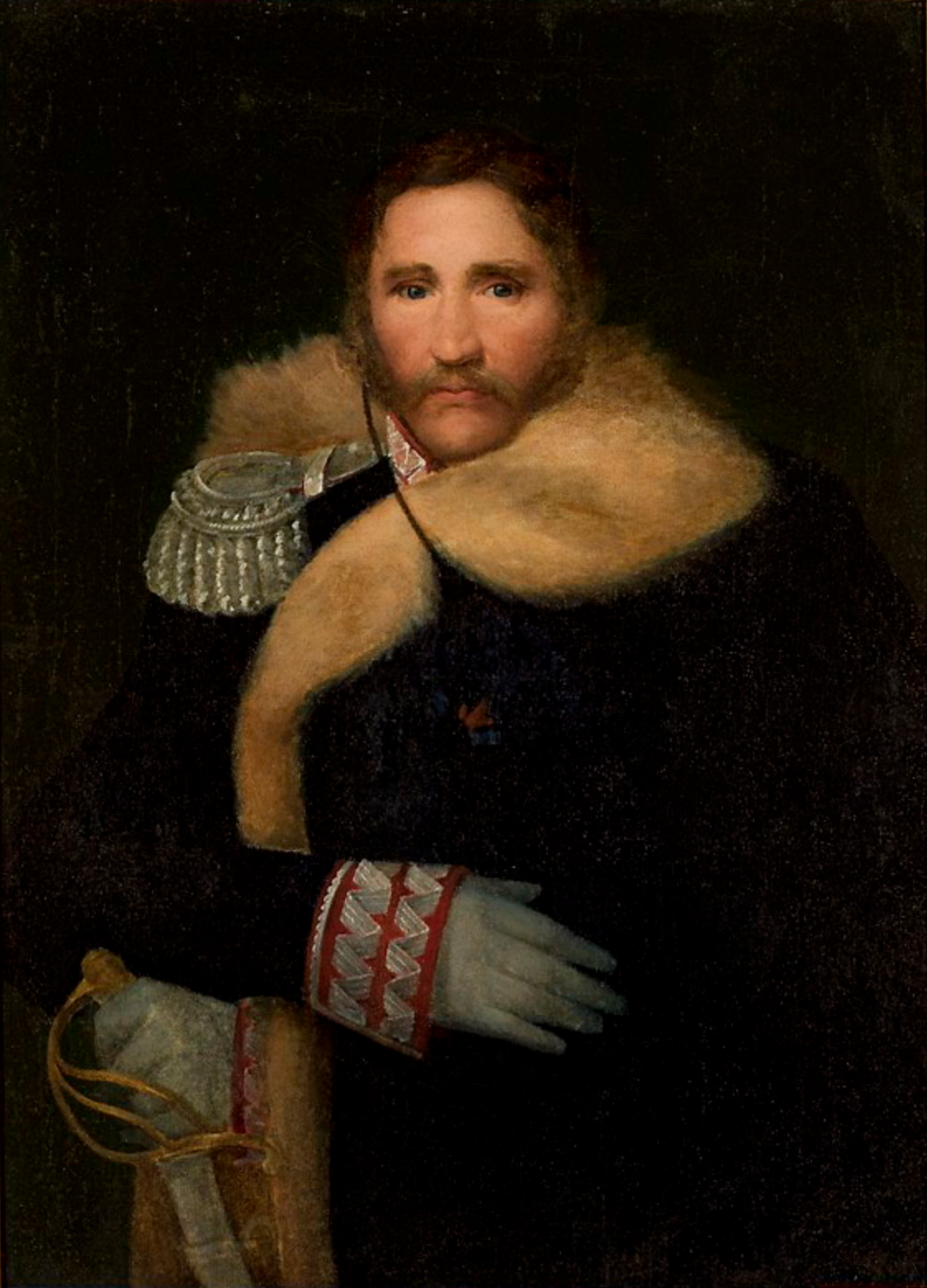
Henryk Dembiński

el 16 de septiembre se tomó la decisión de que los 600 hombres marcharían desde Viena, por el valle del Río Váh y hacia los condados  Turóc y Liptó a través de la ciudad de Břeclav, en el sur de Moravia. Cuando llegaron a la frontera eslovaca el 18, se encontraron con 500 voluntarios más de Brno y Praga donde recibieron armas provenientes del Gobierno de Viena que apoyó la acción de manera no oficial proporcionando transporte ferroviario,  armas y municiones.Un día después ocuparon Myjava en donde Ľ. Štúr declaró la independencia de Eslovaquia. A pesar de ello las tropas imperiales de la ciudad ordenaron a los voluntarios eslovacos que abandonaran Myjava a lo que los rebeldes contestaron invadiendo los cuarteles y confiscando los suministros. Ordenaron nuevamente a ambas partes detener la lucha tras varios días de conflictos con un resultado indeciso. Los voluntarios entonces se retiraron a Moravia. 
El 21 de septiembre los voluntarios eslovacos se dirigen a Brezová pod Bradlom, donde previeron mayor facilidad de victoria al unirse a Hurban y sus voluntarios.Al día siguiente hicieron una expedición a Brezova lograndola ocupar después de la primera gran batalla contra las fuerzas húngaras que contaban con dos escuadrones de 100 hombres cada uno de caballería pesada y dos compañías de infantería. Para el 23 muchas personas se unieron a los voluntarios llegando a contabilizar unos cinco mil hombres. Sin embargo, solo unos 1.000 hombres estaban armados adecuadamente. El resto estaba armado con guadañas, mayales, hachas y otras armas parecidas. 
El 26 de septiembre, los voluntarios sufrieron una derrota en Senica, donde no pudieron hacer frente a las armas de fuego magiares y huyeron. El 27 de septiembre, organizaron una expedición contra Stará Turá donde la población se negó a someterse a Hurban. Los 500 voluntarios con el apoyo de unos dos mil habitantes de las aldeas circundantes derrotaron a una compañía que estaba apoyada por 700 habitantes de Stara Tura.

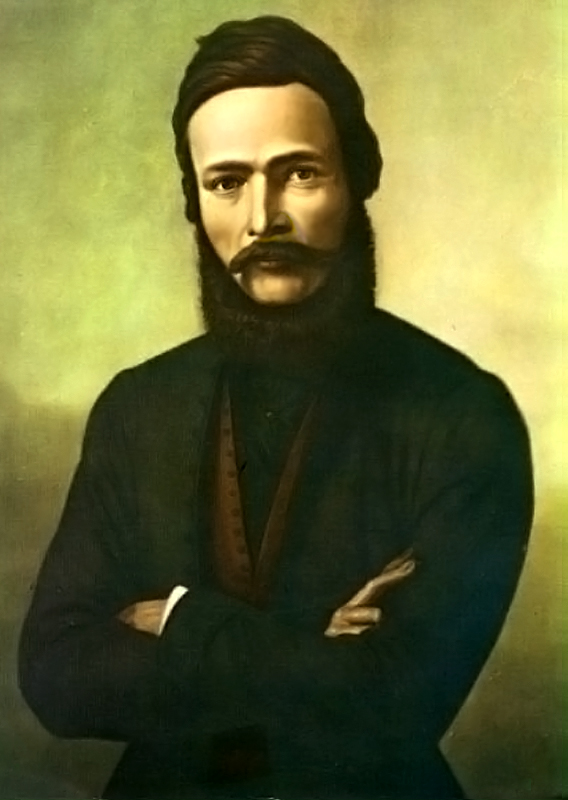
Ľudovít Štúr

El nuevo comandante de las fuerzas imperiales enviado para restablecer el orden, el conde Franz Philipp von Lamberg fue asaltado por una turba que acaba empalandolo en el centro de Budapest el día 28 de septiembre lo que detiene momentáneamente los intentos de sofocar el levantamiento.La respuesta vienesa a la muerte del conde fue la petición de disolver la Dieta húngara y el nombramiento del Ban Josip Jelačić como nuevo comandante de Hungría. Coincidiendo con ese día los rebeldes se enfrentaron con milicia húngara y las tropas imperiales cerca de Poriadie donde un enemigo mejor armado y preparado obligó a los insurgentes a retirarse.Sin embargo la petición austriaca, se detuvo por la muerte Theodor Franz, conde de Baillet Latour von y ministro de guerra, por otro levantamiento popular en Viena el 6 de octubre de 1848.
En medio de la agitación en Viena el Emperador y la Dieta Imperial huyen a Olomouc (Moravia), Hungría intensificó las medidas contra los eslovacos, despojando a los líderes del Consejo Nacional Eslovaco de su ciudadanía húngara y ejecutando a unos cuantos prisioneros. Este movimiento hizo que la facción eslovaca apelara más a la corte imperial y, a pesar de las preocupaciones iniciales del comandante en jefe Alfredo I de Windisch-Graetz, se permitió la creación de otra unidad de voluntarios eslovacos.Los problemas iniciales de reclutamiento retrasaron la segunda campaña hasta el 4 de diciembre de 1848. Durante diciembre y enero, los voluntarios eslovacos bajo las órdenes de Bedřich Bloudek trabajaron con las tropas imperiales para volver a ocupar Túrócszentmárton. El 13 de enero de 1849, un mitin masivo en dicha ciudad ayudó a reclutar nuevos voluntarios. Con el apoyo imperial, Bloudek se trasladó al este donde reclutó unos pocos de miles de voluntarios. Ocupó Prešov  el 26 de febrero y Košice (Kassa) el 2 de marzo. Mientras tanto, otro destacamento de eslovacos fue derrotado después de encontrarse con las fuerzas húngaras cerca de Muráň.
Poco después de estos hechos, Štúr y Hurban encabezaron una delegación de veinticuatro hombres para conocer al nuevo emperador austriaco Franz Joseph I con una propuesta para hacer de Eslovaquia un gran ducado autónomo bajo la supervisión directa de Viena y con representación en la Dieta Imperial. También solicitaron una dieta provincial eslovaca, con nuevas demandas de escuelas e instituciones eslovacas. A pesar de una audiencia formal con el Emperador, hubo poco progreso real y los eslovacos se fueron con la esperanza de obtener resultados más productivos en el futuro.

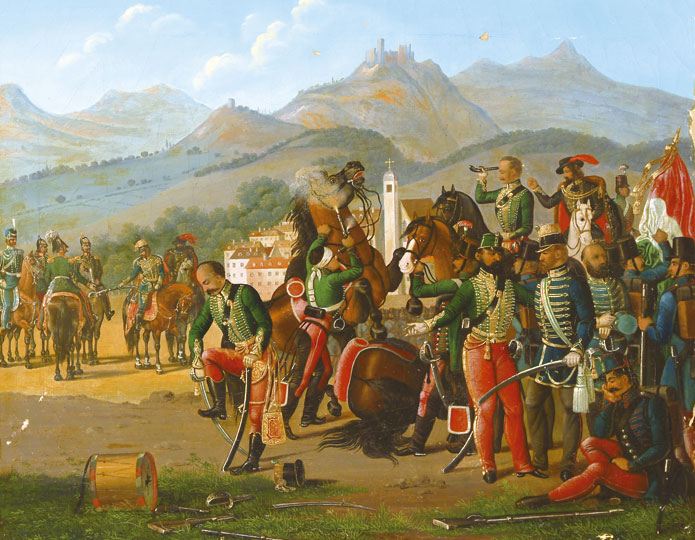
Rendición húngara en Világos

Después de varias batallas victoriosas en la primavera de 1849, Kossuth y la Dieta húngara declararon el 14 de abril de 1849 a los Habsburgo destituidos. Casi al mismo tiempo, el cuerpo voluntario eslovaco, en gran parte estacionado en el condado de Árva, estaba lidiando con sus propias luchas internas. Los conflictos entre oficiales checos y eslovacos pronto provocaron la disolución efectiva del ejército.Después de la intervención rusa, bajo el mandato de Nicolás I de Rusia, provocó la caída gradual de Kossuth y la independencia húngara. Durante este período, el cuerpo fue revivido por última vez para eliminar las unidades húngaras aisladas hasta la capitulación final de sus fuerzas en  Világos, actual Șiria en Rumania, el 13 de agosto de 1849. 
El 9 de octubre de 1849, el ejército imperial transfirió el cuerpo eslovaco de los territorios centrales de la Alta Hungría a Pozsony, donde se disolvió formalmente el 21 de noviembre de 1849. Esto marcó el final de la participación eslovaca en las revoluciones de 1848-1849 que barrió el continente de Europa.